# Nabate Achourbeyova
Nabate Achourbeyova (azéri : Nabat Aşurbəyova Qoca qızı) est une philanthrope azérie.

## Biographie
Nabate khanim Godjabey Ghizi, petite-fille de Hadji Imamverdi bey Achour Khan et l'une des femmes les plus riches d'Azerbaïdjan au XIXe siècle, est née en 1795 à Bakou. Les champs de pétrole et les immeubles d'habitation étaient la source de la grande richesse qu'elle possédait. Après avoir épousé Hadji Moussa Rza Rzayev, un riche marchand, Nabate Khanim est devenue connue comme un philanthrope. Ils ont eu un fils (Hadji Abbasgoulou Rzayev) et 2 filles (Zuleykha et Gulbeste).

## Travail philanthropique
Avant la construction de la mosquée Tézé-Pir, Nabat Khanim a rejoint l’initiative de H. Z. Taghiyev et a apporté une contribution importante au financement de la construction de la canalisation d’alimentation en eau Chollar, l’un des plus grands réseaux de canalisations d’eau permettant à Bakou d’approvisionner en eau potable.

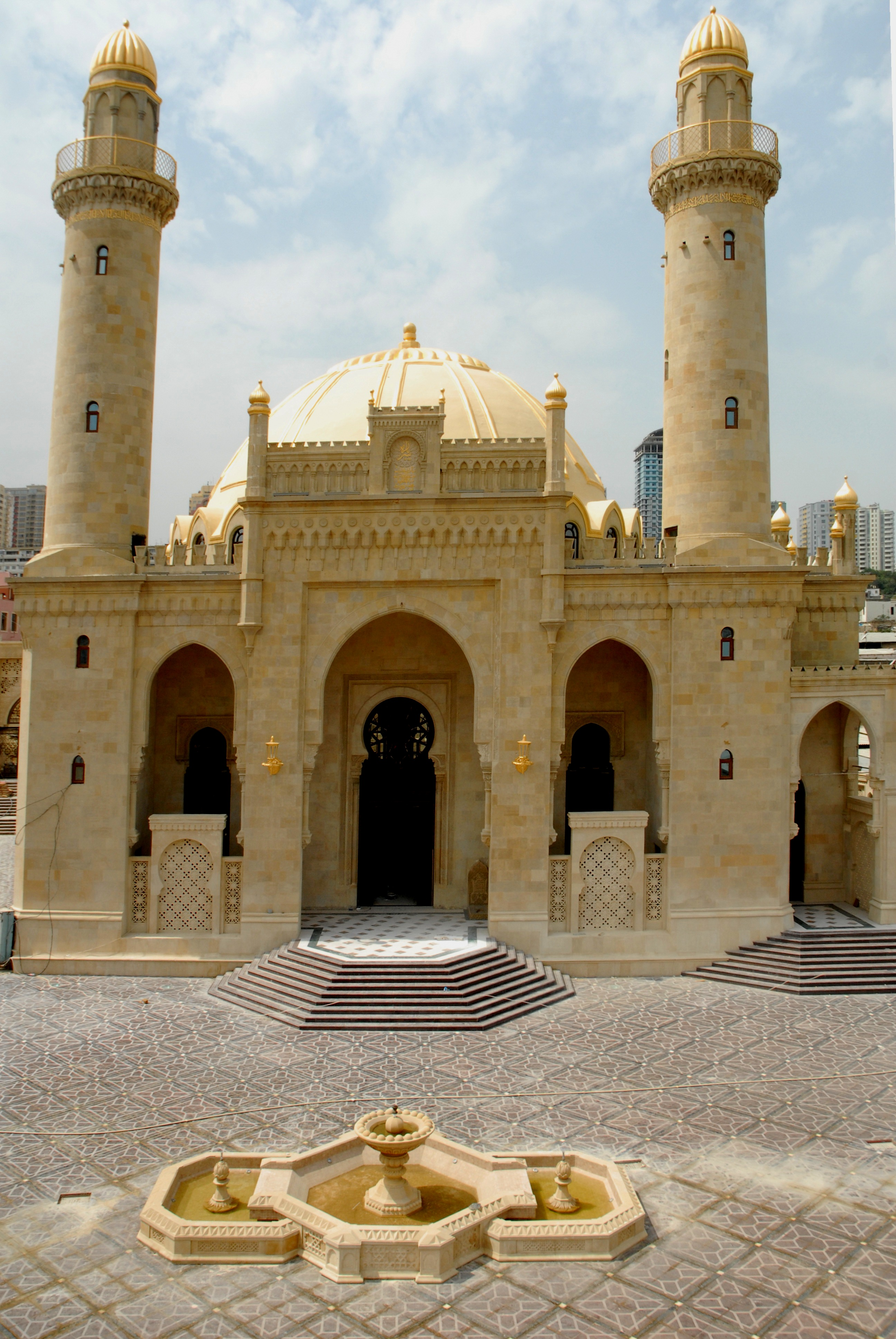
La mosquée Tézé-Pir.

Nabate Khanim a également prêté beaucoup d'argent à la construction de «l'hôpital Seyyid» dans le district de Sabuntchu à Bakou. Les patients ont été traités dans cet hôpital à ses frais pendant longtemps. Les bains, dont la construction avait été financée par Nabate Khanim à Bakou, étaient gratuits pour les pauvres une fois par semaine. Nabate Khanim a assisté à toutes les réunions de la Société de charité de Bakou. 
Sa plus grande œuvre charité a été la construction de la mosquée Tézé-Pir. Elle a été construite entre 1905 et 1914. L’administration des musulmans du Caucase est actuellement située dans cette mosquée.
Nabate Khanim a obtenu du gouvernement la permission de construire une mosquée à ses frais. Elle a dépensé tout le profit des puits de pétrole qu'elle possède pour la construction de celle-ci. Elle a invité Ziver bey Ahmadbayov, le premier architecte azerbaïdjanais, diplômé de l'Institut de construction civile de Saint-Pétersbourg, à concevoir cette mosquée. Dans les années suivantes, Ziver bey Ahmedbéyov a été le premier directeur général de Bakou. Il a été envoyé dans les pays de l'Est pour apprendre la conception et la construction de mosquées aux dépens de Nabate Khanim.
Au retour de Ziver bey Ahmedbéyov, il a présenté le projet de la mosquée avec des minarets à deux étages de style oriental. Cependant, les minarets de la mosquée n’ont été construits que jusqu’au premier niveau, conformément à la fatwa des religieux orthodoxes.

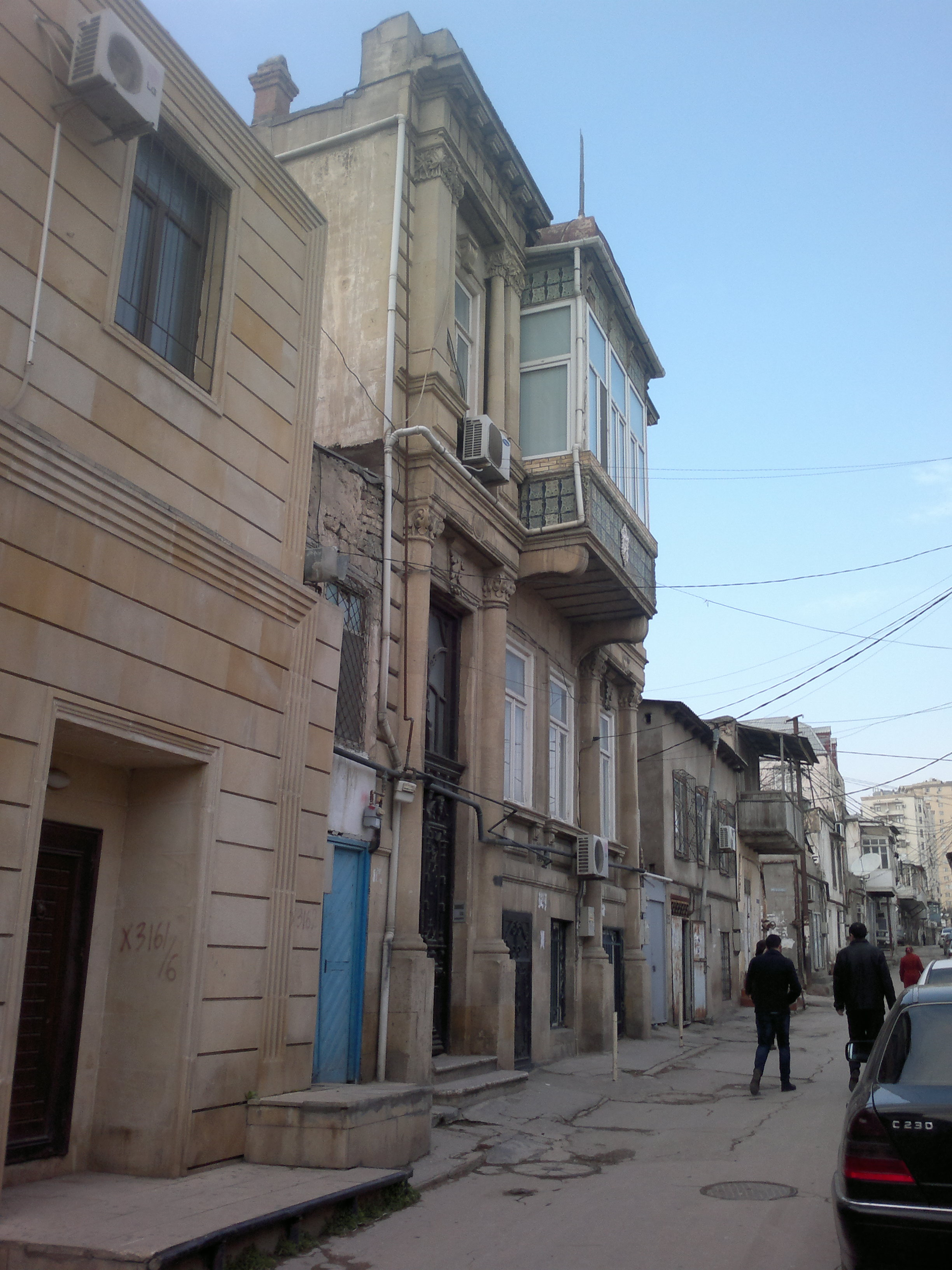
Rue Nabate-Achourbeyova.

Nabat Khanim a invité H.Z.Taghiyev à poser la toute première pierre de fondation de la mosquée. Lorsque la construction de la mosquée a été achevée, la dernière pierre au centre du grand dôme a de nouveau été confiée à Hadji Zeynalabdin Taghiyev.
Nabate Khanim est décédé le 7 décembre 1912 à l'âge de 117 ans. En signe de gratitude envers Nabate Khanim, des habitants l'ont enterrée dans la cour de la mosquée, du côté droit de la porte principale. Après sa mort, son fils, Hadji Abbasgoulou Rzayev, s'engage dans la construction de la mosquée. Il a également été enterré dans la cour de la mosquée après sa mort.
Conformément à l'ordre présidentiel, un projet de reconstruction de la mosquée et de ses territoires a été élaboré en 2005. Le 6 juillet 2009, après la reconstruction et les travaux de construction, une cérémonie d'ouverture a été organisée avec la participation du président de l'Azerbaïdjan. Le nom de la rue Mustafa Subhi dans le district de Sabail à Bakou a été renommé Nabate-Achourbeyova.